# Romuald Zabielski
Romuald Zabielski (ur. 1960 w Warszawie) – polski naukowiec specjalizujący się w weterynarii, członek korespondent PAN, wiceprezes PAN w kadencji 2019–2022, profesor zwyczajny w Szkole Głównej Gospodarstwa Wiejskiego w Warszawie.

## Kariera zawodowa
W 1984 r. otrzymał tytuł lekarza weterynarii w Szkole Głównej Gospodarstwa Wiejskiego w Warszawie. Tytuł doktora nauk weterynaryjnych uzyskał na Wydziale Medycyny Weterynaryjnej SGGW 4 lata później. W 1995 roku został doktorem habilitowanym, a w 1998 profesorem nadzwyczajnym nauk weterynaryjnych. Tytuł profesora zwyczajnego otrzymał w roku 2008.
W latach 1999–2004 był docentem w Instytucie Fizjologii i Żywienia Zwierząt im. Jana Kielanowskiego PAN w Jabłonnie w Jabłonnie. Od 2013 roku jest członkiem korespondentem PAN.
Był stypendystą wielu zagranicznych uczelni, głównie japońskich, w tym Monbusho i JSPS (Rakuno Gakuen University oraz National Institute for Physiological Sciences, Japonia, 1991–1994), MESR (Institut national de la recherche agronomique, Rennes, Francja, 1996–1997) czy STINT (Uniwersytet w Lund, Szwecja, 1997–1998)
Pełnił funkcję profesora wizytującego na uczelniach Rakuno Gakuen University, Macquarie University, Uniwersytet Hokkaido, University of Shizuoka, Nihon University.

### Pełnione ważniejsze funkcje
- Wiceprezes PAN (2019–2022)[2];
- Przewodniczący Rady Kuratorów Wydziału II Nauk Biologicznych i Rolniczych PAN (2015–2018)[3];
- prodziekan ds. studiów obcojęzycznych Wydziału Medycyny Weterynaryjnej Szkoły Głównej Gospodarstwa Wiejskiego w Warszawie[4] (2007–2016);
- Przewodniczący Senackiej Komisji Oceny Pracowników Jednostek Międzywydziałowych SGGW (2008–2016);
- dyrektor Instytutu Fizjologii i Żywienia Zwierząt im. Jana Kielanowskiego PAN w Jabłonnie w Jabłonnie (1999–2003);
- wiceprezes Polskiego Towarzystwa Fizjologicznego (2008–2014);
- członek Komisji Ewaluacji Jednostek Naukowych[5] (2013–2016).

## Wyróżnienia
Otrzymał następujące nagrody i wyróżnienia:
- Nagroda Premiera RP za pracę habilitacyjną (1996)[6]
- Nagroda Przewodniczącego Wydziału V PAN (1999, 2004)
- Nagrody Rektora SGGW (1989, 1990, 2004, 2007, 2008, 2009, 2012)
- Nagroda Polskiego Towarzystwa Nauk Weterynaryjnych (1990, 2008)
- Srebrny Medal za Długoletnią Służbę (2008)
- Medal KEN (2009)
- Zasłużony dla SGGW (2008)
- Srebrny medal za innowacje (Seul 2009)
- Nagroda MNiSW (2012)
- Medal Napoleona Cybulskiego Polskiego Towarzystwa Fizjologicznego (2014)

## Dokonania naukowe
Promotor 10 przewodów doktorskich: 2 doktorantów było stypendystami Fundacji na rzecz Nauki Polskiej, jeden stypendystą rządu Rzeczypospolitej Polskiej z Chin, a jeden bronił pracę w układzie podwójnego doktoratu cotutelle-de-these (SGGW – Uniwersytet Rennes, Francja).
Autor ponad 200 publikacji naukowych z tego 160 z listy Journal Citation Reports, redaktor i współautor monografii (m.in. „Biology in Growing Animals”, tom I-IV, Elsevier; „Sterowanie rozwojem układu pokarmowego…”, PWRiL) i podręcznika „Fizjologia noworodka z elementami patofizjologii” (PWRiL).
Najważniejsze dokonania naukowe: opisanie cyklicznej aktywności sekrecyjnej i motorycznej w układzie pokarmowym u noworodków oraz neurohormonalnych mechanizmów wydzielania trzustkowego i motoryki żołądka i jelit zależnych od hormonów jelitowych i nerwu błędnego, badanie odmienności rozwoju przewodu pokarmowego u nowo narodzonych prosiąt z zespołem wewnątrzmacicznego zaburzenia rozwoju (IUGR), opracowanie innowacyjnych dodatków do pasz dla zwierząt gospodarskich (12 patentów, w tym 2 EPO).

## Działalność pozanaukowa
Autor/współautor książek i albumów fotograficznych („Moje Tatry", „Japonia na nowo – po raz pierwszy odkryta", „Duchy Tatr", „Sakura w ogrodzie") oraz kilkunastu wystaw fotograficznych m.in. w Warszawie, Olsztynie, Kościelisku i Zakopanem. Inicjator i współorganizator Miesiąca Japońskiego w Ogrodzie Botanicznym w Powsinie..